# Галяве
Галя́ве — село в Україні, у Чорнухинській селищній громаді Лубенського району Полтавської області. Населення становить 502 осіб. До 2018 орган місцевого самоврядування — Кізлівська сільська рада.

## Населення

### Мова
Розподіл населення за рідною мовою за даними :
| Мова       | Кількість | Відсоток |
| ---------- | --------- | -------- |
| українська | 492       | 98.01%   |
| російська  | 5         | 1.00%    |
| румунська  | 4         | 0.80%    |
| гагаузька  | 1         | 0.19%    |
| Усього     | 502       | 100%     |

## Географія
Село Галяве розташоване за 2 км від правого берега річки Многа, між селами Кізлівка та Пацали (0,5 км). По селу протікає пересихаючий струмок з загатою. Через село проходить автомобільна дорога Р60. На захід від села розташоване заповідне урочище «Липова Дача».

## Економіка
- Міжгосподарський комбікормовий завод.
- ТОВ «Чорнухинський МКЗ».
- Чорнухинський держагролісгосп.

## Об'єкти соціальної сфери
- Школа.
- Дитячий садочок.
- Клуб.